# Juan Trova
Juan Garzón Gómez (Granada, 6 de octubre de 1964) es un cantautor español. Conocido como Juan Trova, comenzó su actividad como autor y compositor a la temprana edad de 13 años, pero es a partir del año 1995, cuando quedó finalista del Festival de la Canción de Andalucía en Alameda (Málaga), cuando su trayectoria comenzó a destacar. Es uno de los cantautores que renovaron la Canción de Autor en Andalucía a partir de la década de los 90. En 1997 funda, junto con José Luis Pareja y Elizaberta López, el colectivo Núcleo de Nuevos Autores, que tomaría el testigo como movimiento generacional de aquel liderado por Juan de Loxa, Antonio Mata y Carlos Cano, Manifiesto Canción del Sur.  
Es también el director del Festival Internacional de Cantautores y Cantautoras “Abril para Vivir” y es presidente del Centro Lucini de la Canción de Autor. Además, tomó parte muy activa en la creación de la Plataforma Cultural Andaluza. Cantautor con una amplia trayectoria escénica en la que destacan sus presentaciones internacionales en La Habana (2009 y 2016), en Nueva York (2013 y 2014) y en México (2017) así como sus colaboraciones con cantautores tanto nacionales como internacionales entre los que se encuentran Luis Eduardo Aute, Pablo Milanés, Vicente Feliú, Carmen París, Amancio Prada o el grupo Suburbano, entre otros. Seis trabajos conforman la producción discográfica de Juan Trova: “Por Casualidad” (Discos Fonoruz, 1997) en colaboración con el cantautor jienense Juanfra Cordero, “Noches en el Harén” (Discos Ámbar, 2000) con la dirección musical y arreglos de Nicolás Medina, el que fuera productor musical de Carlos Cano, “Segundo Corazón” (Discos Ámbar, 2006), un disco en el que vuelve a trabajar bajo la dirección musical de Nicolás Medina y la colaboración de Joan Baptista Humet y del grupo Suburbano (Luis Mendo y Bernardo Fuster), “Alguien al otro lado” (Editorial Comares, 2011), un disco-libro realizado junto al poeta y novelista Andrés Neuman, con dirección musical a cargo de Nicolás Medina y Alberto Ruiz, “Canciones para guitarra y banqueta” (Discos Sforzinda 2013), bajo la dirección musical del propio Juan Trova, y "Pensamiento, palabra, obra y omisión" (Mapa Musical, 2018), disco con arreglos del propio Trova y en el que colaboran artistas como Vicente Feliú, José Luis Pareja, Alfonso Casado, Rafael Liñán, Nicolás Medina, o la Chauchina Town Jazz Band. Además, ha sido incluido en cuatro publicaciones recopilatorias de canción de autor: “Artistas en Ruta” editado en el año 2008 por la Sociedad de Artistas Intérpretes y Ejecutantes (AIE), “La Tertulia. Memoria Vocal 1980-2011”, editado en 2011 por la Asociación Cultural La Tertulia,  “Músicas del Sur. Andalucía con el Sáhara” publicado en 2013 por la editorial Atrapasueños y "En la raíz del silencio", disco dedicado al poeta jienense Antonio Mata, editado en 2018 por Fernando G. Lucini.   
Juan Trova aparece mencionado en el segundo volumen del libro de historia de la canción de autor en España …Y la palabra se hizo música. La canción de autor en España, escrito por Fernando González Lucini, concretamente en el capítulo dedicado a la nueva canción del sur en Andalucía.   

## Discografía
- 1997: Por casualidad en colaboración con Juanfra Cordero
- 2000: Noches en el harén
- 2006: Segundo corazón
- 2011: Alguien al otro lado disco-libro en colaboración con Andrés Neuman
- 2013: Canciones para guitarra y banqueta
- 2018: Pensamiento, palabra, obra y omisión